# Félix Baciocchi (1762-1841)

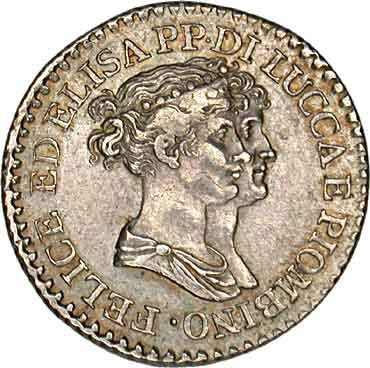
Elisa Napoleana en Felice Baciocchi op een frank uit Lucca en Piombino uit 1806

Félix Pascal Baciocchi, Italiaans: Felice Paquale Baciocchi (Ajaccio, 18 mei 1762 - Bologna, 27 april 1841), prins van Lucca, Piombino, Massa, Carrara en Garfagnana, was een Frans officier die gehuwd was met Elisa Bonaparte, de oudste zuster van Napoleon. 
Baciocchi behoorde een adellijke maar verarmde Corsicaanse familie. Al op 16-jarige leeftijd trad hij als onderluitenant toe tot het regiment Royal-Corse, dat bestond uit Corsicaanse vrijwilligers in Franse dienst. Als zodanig vocht hij in de oorlogen van de Franse Revolutie. Hij maakte maar traag promotie: in 1788 werd hij luitenant, in 1794 kapitein. In 1796 nam hij deel aan de Italiaanse veldtocht onder generaal Napoleon Bonaparte. Toen leerde hij diens zuster Elisa kennen. 
Napoleon was afwezig toen Baciocchi op 5 mei 1797 in Marseille met Elisa trouwde. De generaal had zich eerder tegen dat huwelijk verzet, maar legde er zich bij neer en bevorderde hem tot bataljonscommandant (majoor). Maar ook daarna was zijn carrière niet meteen spectaculair. Hij werd pas kolonel in 1802 en generaal in 1804, kort nadat Napoleon keizer was geworden. In november 1804 kregen hij en Elisa het predicaat Keizerlijke Hoogheid en werd hij senator. 
Toen Napoleon op 17 maart 1805 koning van Italië was geworden, schonk hij Elisa het vorstendom Piombino. Drie maanden later, op 23 juni, vormde de Republiek Lucca zich, onder druk van Napoleon, om tot een vorstendom, met Baciocchi als vorst. In de praktijk regeerde Elisa over beide Toscaanse vorstendommen, die ze als één staat bestuurde. Félix was niet meer dan een prins-gemaal en gedroeg zich bijzonder gewillig tegenover zijn sterke vrouw, ook toen Elisa er meerdere buitenechtelijke verhoudingen op nahield. Zo had ze een relatie met de beroemde violist Niccolò Paganini toen deze vioolles gaf aan haar man. 
In 1814 vluchtte het prinselijk echtpaar  voor de oprukkende geallieerde legers en vestigde zich in Bologna, vervolgens in Triëst, onder Oostenrijks toezicht. Nadat ze in 1816 verbod hadden gekregen om naar Frankrijk terug te keren, gingen ze in het plaatsje Villa Vicentina in Friuli (toen bij Oostenrijk) wonen, waar Elisa in 1820 overleed. Félix ging daarna opnieuw naar Bologna waar hij een naar hem vernoemd paleis bewoonde. 
Hij stierf met achterlating van een groot vermogen in Bologna en is er naast zijn vrouw begraven in de Sint-Petroniusbasiliek. 
Hij had vier kinderen van wie er twee als kind stierven:
- Félix Napoleon (1798-1799)
- Elisa Napoleona (1806-1869)
- Jérôme Charles (1810–1811)
- Frederik Napoleon (1814-1833)

## Bron
- Meyers Konversationslexikon

- Gemeinsame Normdatei: 1016849559
- Base Léonore: LH//87/64
- Istituto Centrale per il Catalogo Unico: MUSV003579
- Virtual International Authority File: 196781249
- WorldCat: E39PBJmP8JRjrh84WpmWD33fbd